# Pružinská Dúpna jaskyňa
Pružinská Dúpna jaskyňa – jaskinia krasowa w Górach Strażowskich w zachodniej Słowacji.

## Położenie
Jaskinia leży w części Gór Strażowskich, znanych jako Zliechovská hornatina, w północno-zachodnich stokach góry Čierny vrch (937 m n.p.m.). Wejście do jaskini znajduje się na wysokości 590 m n.p.m., w granicach administracyjnych wsi Pružina (powiat Powaska Bystrzyca), w przysiółku Priedhorie.

## Historia
Jaskinia znana jest od dawna. Najstarsze pisemne wzmianki o niej pochodzą z 1860 r. W roku 1894 jaskinię zbadał znany lekarz żupy trenczyńskiej, przyrodnik i muzealnik dr Karol Brančík, który też jako pierwszy wykreślił jej plany. Aktualnie opiekę nad nią sprawuje Jaskyniarsky klub Strážovské vrchy.

## Charakterystyka
Jaskinia powstała w wapieniach górnotriasowych. Jest jaskinią pochodzenia fluwiokrasowego - powstała prawdopodobnie ok. 10 mln lat temu, wymyta wodami podziemnej rzeki. Łączna długość korytarzy wynosi ok. 300 m. Wejście do jaskini stanowi duży portal. Główna część jaskini składa się z obszernego, wznoszącego się korytarza długości ok. 100 m, szerokiego miejscami 15 - 20 m i wysokiego do 5 m. W głębi korytarza znajdują się masywne stalagmity i stalagnaty. Specyficzną cechą jaskini jest występowanie miękkich nacieków jaskiniowych, których śnieżnobiała barwa kontrastuje z ciemnym dnem jaskini, zasłanym warstwą nietoperzowego guana. Klejnotem jaskini jest mała sala o nazwie Bożonarodzeniowa (słow. Vianočna sieň), której sufit jest usiany setkami cieniutkich, śnieżnobiałych, nitkowych stalaktytów.
W przeszłości jaskinia była zamieszkiwana bądź odwiedzana przez kilka gatunków zwierząt, m.in. niedźwiedzia jaskiniowego i lwa jaskiniowego. Ich liczne szczątki, w tym wiele kości i czaszki, liczące od 30 do 80 tys. lat, odnaleziono w namulisku jaskini. Obecnie jaskinia jest miejscem regularnego zimowania kilku gatunków nietoperzy.

## Ochrona
Jaskinia jest od 1994 r. chroniona jako pomnik przyrody (słow. Prírodná pamiatka Pružinská Dúpna jaskyňa) (nowelizacja w 2009 r.). Nadzór nad ochroną sprawuje Správa slovenských jaskýň. Wejście do jaskini zamknięte jest kratą.

## Turystyka
W związku z faktem, że jaskinia jest miejscem zimowania nietoperzy, jest ona dostępna do zwiedzania turystycznego w okresie od 1 maja do 31 października. Zwiedzanie odbywa się pod opieką przewodnika, którego zapewnia Jaskyniarsky klub Strážovské vrchy. Jaskinia nie jest oświetlona - zwiedzający powinni posiadać własną latarkę.
Od przysiółka Priedhorie w kierunku jaskini wiedzie ścieżka dydaktyczna im. Karola Brančíka, której towarzyszą panele informacyjne, przedstawiające tutejszą przyrodę i samą jaskinię.